# Рустамханлы, Танзиля Йолчу гызы
Танзиля Йолчу гызы Рустамханлы (азерб. Tənzilə Rüstəmxanlı; род. 28 ноября 1960, Азизбеков, Амасийский район) — государственный и политический деятель. Депутат Милли меджлиса Азербайджанской Республики VII созыва, член комитета по культуре и комитета по общественным объединениям и религиозным учреждениям.

## Биография
Танзиля Рустамханлы родилась 28 ноября 1960 году в селе Арегнадем, ныне Ширакского района Армянской ССР. В 1969 году семья переехала в Балакенский район. С 1969 по 1977 годы проходила обучение в сельской школе, окончила 8 классов. В 1977 году поступила в Бакинское училище торговли в городе Баку. Обучалась по специальности «бухгалтерский учёт». В 1980 году завершила обучение в средне специальном учреждении, была направлена на работу в город Мингечевир в управление торговли.
Начиная с 1982 года работала в Союзе потребительских обществ Азербайджана на различных должностях. В настоящее время является заместителем председателя Союза.
В 1991 году поступила на обучение в Азербайджанский университет кооперации, получила специальность экономист. В 2012 году проходила обучение в Бакинском государственном университет, на факультете филологии и философии, имеет учёную степень доктора наук.

## Общественная и политическая работа
3 мая 1996 года была избрана председателем Азербайджано-тюркского Союза женщин.
В сентября 2024 года на парламентских выборах в Азербайджане 1 сентября одержала победу в Нефтечалинском избирательном округе № 70. Официально стала депутатом Милли меджлиса Азербайджана седьмого созыва, первое заседание которого состоялось 23 сентября 2024 года. В парламенте представляет «Парти. гражданской солидарности». Член комитета по культуре и комитета по общественным объединениям и религиозным учреждениям.

## Семья
Супруг — Сабир Рустамханлы, народный поэт Азербайджанской Республики (2005), деятель азербайджанского национально-освободительного движения, председатель Партии гражданской солидарности, депутат.
Воспитали сына и дочь.

## Награды
- Орден «Слава»;
- Медаль «Прогресс»;
- Медаль «За заслуги в диаспорской деятельности».